# مسجد جامع راوه
مسجد جامع راوه مربوط به دوره قاجار است و در شهرستان دلیجان، بخش مرکزی، روستای راوه واقع شده و این اثر در تاریخ ۱۰ دی ۱۳۸۱ با شمارهٔ ثبت ۶۹۸۲ به‌عنوان یکی از آثار ملی ایران به ثبت رسیده است.